# The Milk-Eyed Mender
The Milk-Eyed Mender è l'album di debutto della cantante Joanna Newsom. Uscito nel 2004, è stato preceduto da due EP autoprodotti.

## The Milk-Eyed Mender
In questo disco Joanna Newsom esibisce tutte le sue doti di artista musicale eccentrica. Il canto sembra bizzarro, eppure in grado di affascinare molti appassionati di musica indie pop. La cantante suona principalmente l'arpa ma in alcune occasioni anche il piano, il clavicembalo e un wurlitzer, esibendo un timbro di voce caratteristico ed originale.
Infatti la Newsom canta come una bimba, imitandone la capricciosità e la dolcezza; ponendo l'enfasi su certe particolari frasi e passaggi come fanno i bambini piccoli, con strilli improvvisi e bruschi cali di tono.
Il disco è molto composito e presenta sia delicate ballate che si ispirano alla tradizione folk, sia brani che si possono ascrivere al pop rock indipendente di scuola americana. In ogni caso tutti sono interpretati con uno stile del tutto personale, in cui ogni canzone è ben definita.
I testi dei brani hanno un valore importante e rivelano una eccellente abilità letteraria al servizio della musica. Molti di essi hanno un tono fantastico e fabulatorio. Alcuni esibiscono una divertita ironia o un umorismo che si esprime attraverso un abile utilizzo delle parole con bizzarri accostamenti e sorprendenti allitterazioni, altri sembrano sfidare la malinconia e la tristezza con la pura forza istintiva del canto.

## Tracce
1. "Bridges and Balloons" – 3:42
2. "Sprout and the Bean" – 4:32
3. "The Book of Right-On" – 4:29
4. "Sadie" – 6:02
5. "Inflammatory Writ" – 2:50
6. "This Side of the Blue" – 5:21
7. "En Gallop" – 5:07
8. "Cassiopeia" – 3:20
9. "Peach, Plum, Pear" – 3:34
10. "Swansea" – 5:05
11. "Three Little Babes" (traditional) – 3:42
12. "Clam, Crab, Cockle, Cowrie" – 4:21

## Curiosità
- Il videoclip promozionale per la seconda traccia del disco "Sprout and the bean" è stato girato dall'emergente duo statunitense Terri Timely[1].